# Polnische Sommermeisterschaften im Skispringen 2017
Die Polnischen Sommermeisterschaften im Skispringen 2017 fanden am 8. Oktober 2017 in Szczyrk statt. Der Wettkampf wurde auf der Skalite-Normalschanze ausgetragen. Ein Wettkampf der Männer wurde nicht abgehalten. Die Meisterschaften wurden vom polnischen Skiverband PZN organisiert.

## Teilnehmerinnen
| 13 Teilnehmerinnen aus acht Vereinen                                                            | 13 Teilnehmerinnen aus acht Vereinen                                                             |
| ----------------------------------------------------------------------------------------------- | ------------------------------------------------------------------------------------------------ |
| - AZS Zakopane (4) - WSS Wisła (3) - LKS Klimczok Bystra (1) - UKS Sołtysianie Stare Bystre (1) | - KS Chochołów (1) - PKS Olimpijczyk Gilowice (1) - LZS Sokół Szczyrk (1) - ZKN Sokół Zagórz (1) |

## Ergebnisse

### Frauen

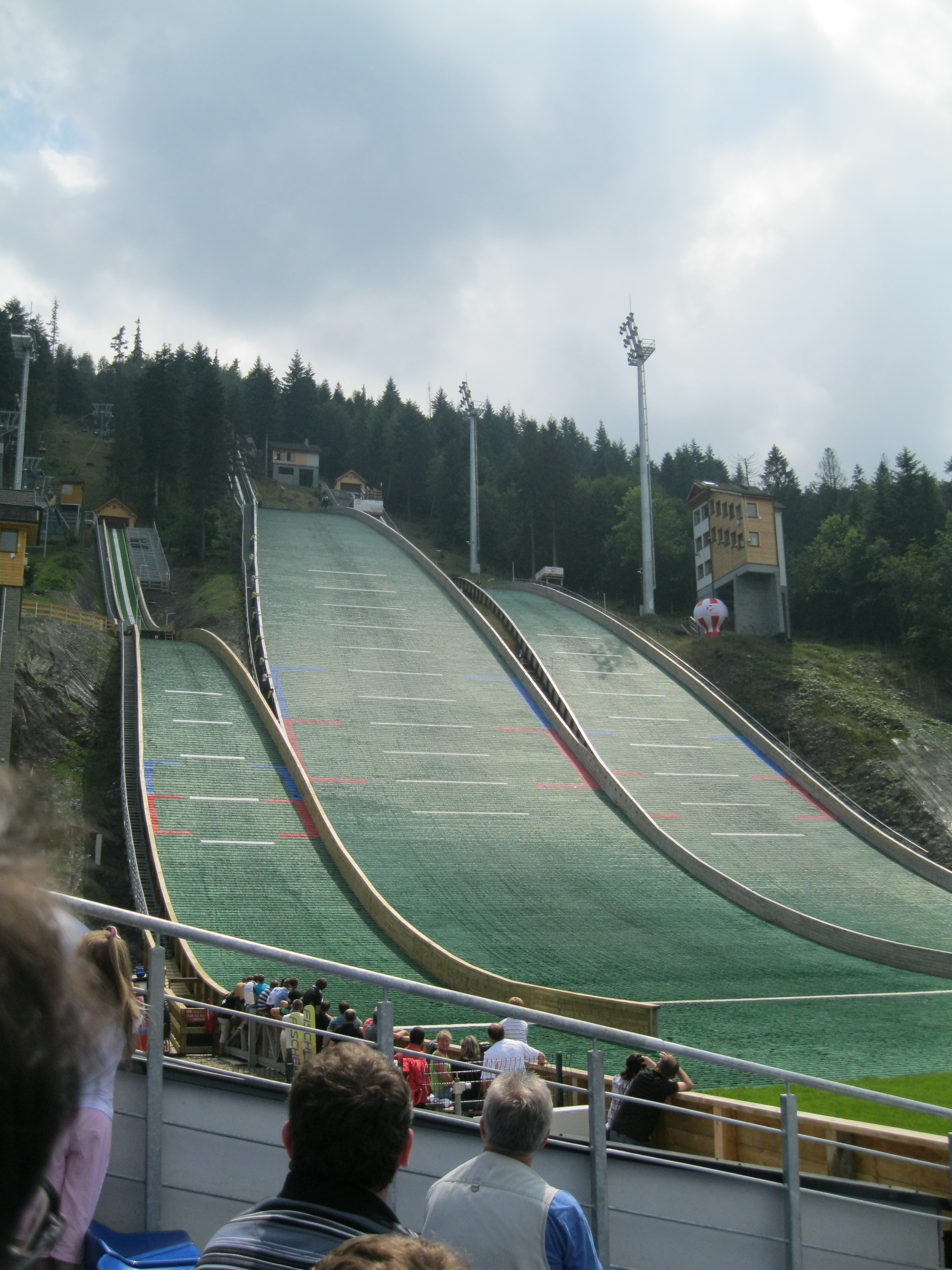
Austragungsort: Skalite

Der Einzelwettbewerb fand am 8. Oktober 2017 von der Skalite-Normalschanze (HS 106) in Szczyrk statt. Es waren 13 Athletinnen gemeldet, die alle in die Wertung kamen. Die spätere Meisterin Kamila Karpiel zeigte mit 95 Metern den weitesten Sprung des Tages.
| Platz | Name                 | Verein                       | Weite 1 | Weite 2 | Punkte |
| ----- | -------------------- | ---------------------------- | ------- | ------- | ------ |
| 01.   | Kamila Karpiel       | AZS Zakopane                 | 092,5   | 095,0   | 219,5  |
| 02.   | Kinga Rajda          | LZS Sokół Szczyrk            | 094,0   | 089,0   | 207,5  |
| 03.   | Magdalena Pałasz     | UKS Sołtysianie Stare Bystre | 086,0   | 081,5   | 173,0  |
| 04.   | Joanna Kil           | AZS Zakopane                 | 084,5   | 079,5   | 164,5  |
| 05.   | Anna Twardosz        | PKS Olimpijczyk Gilowice     | 077,0   | 082,0   | 152,5  |
| 06.   | Joanna Szwab         | KS Chochołów                 | 076,0   | 080,0   | 147,0  |
| 07.   | Paulina Cieślar      | WSS Wisła                    | 082,5   | 072,5   | 146,0  |
| 08.   | Katarzyna Harsche    | ZKN Sokół Zagórz             | 068,0   | 075,0   | 116,0  |
| 09.   | Róża Pawlikowska     | AZS Zakopane                 | 060,0   | 059,5   | 060,5  |
| 10.   | Nicole Konderla      | WSS Wisła                    | 055,0   | 058,5   | 048,5  |
| 11.   | Natalia Kobiela      | AZS Zakopane                 | 046,0   | 046,0   | 000,0  |
| 12.   | Wiktoria Kiersnowska | WSS Wisła                    | DNS     | DNS     | 000,0  |
| 13.   | Nikola Pietraszko    | LKS Klimczok Bystra          | DSQ     | DSQ     | 000,0  |